# Museu de Arte Moderna (Estocolmo)
O Museu de Arte Moderna – em sueco Moderna Museet ou Moderna – está localizado na parte central da cidade de Estocolmo.

Apresenta uma grande coleção sueca, nórdica e internacional de arte moderna e contemporânea, especialmente pintura, escultura, fotografia e filme. Entre os artistas representados, estão Picasso, Dalí, Derkert e Matisse.

O edifício do museu foi desenhado pelo arquiteto espanhol Rafael Moneo, e está situado na ilha de Skeppsholmen.